# Saqueboute (orgue)
Pour les articles homonymes, voir Sacqueboute (homonymie).
La saqueboute est un jeu d'orgue appartenant à la famille des jeux d'anche.
Nom féminin français. Ancêtre du trombone. Les formes françaises avec C (Sacqueboute, Sacquebute) et avec U (Saquebute, Sacquebute) sont des altérations. L’orthographe la plus correcte est Saqueboute.
Étymologie : Nom d’origine française, de l’ancien français saque-boute, c’est-à-dire tire-pousse (saquer = tirer, bouter = pousser), par allusion au mouvement de la coulisse que le joueur tire ou pousse (comme pour le trombone) pour modifier la longueur du corps résonant et changer ainsi la hauteur du son.

## Description
C'est un jeu d’anche puissant de la famille des trompettes, à résonateur en métal. Très rare en 8, il est presque toujours disposé en 16 aux manuels et en 16 ou 32 à la pédale. Le son est plus gras et profond que celui de la Bombarde, le résonateur étant plus évasé (plus de fondamentale, moins d'harmoniques). Sa sonorité ressemble à celle du trombone basse d’orchestre. En principe, il s’agit du même jeu d’anche que celui nommé Trombone dans les orgues françaises de facture récente mais il ne doit pas être confondu avec le Posaune allemand, traduit en Français par Trombone, mais qui sonne beaucoup plus doux et beaucoup plus bassonant que le vrai Trombone/Saqueboute.
En général, la Saqueboute est typique de l’orgue baroque.

## Dénomination
- Français : SAQUEBOUTE, SACQUEBOUTE, SACQUEBUTE, SAQUEBUTE
- Anglais : SACKBUT, SAKBUT, SACBUT
- Allemand : SAKBUT

## Occurrences
- Saqueboute 16 : Positif de l'orgue Beckerath (1959) - Basilique Oratoire Saint-Joseph (Québec - Canada)
- Saqueboute 8 : Grand Orgue de l'orgue Bert (1532) - Notre-Dame des marais (la Ferté-Bernard - France)